# Dudswell
Dudswell es un municipio canadiense situado en la provincia de Quebec.

## Superficie
Dudswell tiene una superficie de 218,01 km².

## Demografía
En 2021, tenía 1755 habitantes, una densidad poblacional de 8 hab./km², y 1062 viviendas.